# FK Karpaty Lviv
FK Karpaty (Lviv) (ukrainska: ФК Карпати (Львів)) är en tidigare ukrainsk fotbollsklubb från Lviv. Klubben hade sitt namn efter Karpaterna.
Karpaty vann den sovjetiska cupen 1969 efter 2-1 mot SKA Rostov-on-Don, vilket gav en plats i Cupvinnarcupen 1970/1971, men här förlorade Karpaty efter 0-1 och 3-3 mot rumänska FC Steaua Bukarest i 1:a ronden. 
Karpaty deltog 17 av 19 säsonger i Ukrainska ligan. Bästa placering är en tredje plats 1997/1998.
Karpaty var två gånger, 1993 och 1999, i den ukrainska cup-finalen men båda gångerna förlorade man mot Dynamo Kiev. Då Dynamo även blev mästare båda gångerna fick Karpaty deras plats i de europeiska turneringarna. 
I Cupvinnarcupen 1993/1994 förlorade klubben i kvalet mot irländska Shelbourne FC från Dublin med 1-0, 1-3. I UEFA-cupen 1999/2000 förlorade klubben i första rundan mot svenska Helsingborgs IF. Efter att båda matcherna hade slutat 1-1, blev Karpaty utslaget efter straffsparksläggning med 2-4.
Karpaty Lvivs huliganer kallade sig ”Banderstadt Ultras”, ett namn som syftar på den gamle ukrainske fascistledaren och antisemiten Stepan Bandera, vars fana ofta sågs på matcherna.

## Placering tidigare säsonger
| Säsong    | Nivå | Liga         | Placering | Referens |
| --------- | ---- | ------------ | --------- | -------- |
| 2011/2012 | 1    | Premjer-liha | 14        | [ 2 ]    |
| 2012/2013 | 1    | Premjer-liha | 14        | [ 3 ]    |
| 2013/2014 | 1    | Premjer-liha | 11        | [ 4 ]    |
| 2014/2015 | 1    | Premjer-liha | 13        | [ 5 ]    |
| 2015/2016 | 1    | Premjer-liha | 7         | [ 6 ]    |
| 2016/2017 | 1    | Premjer-liha | 10        | [ 7 ]    |
| 2017/2018 | 1    | Premjer-liha | 4         | [ 8 ]    |
| 2018/2019 | 8    | Premjer-liha | 10        | [ 9 ]    |
| 2019/2020 | 1    | Premjer-liha | 12        |          |